# Campoplex abbreviatus
Campoplex abbreviatus là một loài tò vò trong họ Ichneumonidae.